# Rolando Sena
Rolando Daniel Sena Ruíz (6 de febrero de 1990, Ciudad Victoria, Tamaulipas, México) es un futbolista mexicano, jugó como defensa.

## Estadísticas

### Clubes
Actualizado al último partido jugado el 7 de agosto de 2021.
| Rayados A · México                                                            | 2.ª                 | 2008-09             | 6  | 0 | -  | - | - | - | 6   | 0 | 0,00 |
| Rayados A · México                                                            | Total               | Total               | 6  | 0 | 0  | 0 | 0 | 0 | 6   | 0 | 0,00 |
| Correcaminos · México                                                         | 2.ª                 | 2009-10             | 13 | 1 | -  | - | - | - | 13  | 1 | 0,10 |
| Correcaminos · México                                                         | 2.ª                 | 2010-11             | 11 | 0 | -  | - | - | - | 11  | 0 | 0,00 |
| Correcaminos · México                                                         | 2.ª                 | 2011-12             | 14 | 0 | -  | - | - | - | 14  | 0 | 0,00 |
| Correcaminos · México                                                         | 2.ª                 | 2012-13             | 2  | 0 | 7  | 1 | - | - | 9   | 1 | 0,11 |
| Correcaminos · México                                                         | 2.ª                 | 2013                | 0  | 0 | 2  | 0 | - | - | 2   | 0 | 0,00 |
| Correcaminos · México                                                         | 2.ª                 | 2015-16             | 6  | 0 | 4  | 0 | - | - | 10  | 0 | 0,00 |
| Correcaminos · México                                                         | Total               | Total               | 46 | 1 | 13 | 1 | 0 | 0 | 59  | 2 | 0,03 |
| C. A. Zacatepec · México                                                      | 2.ª                 | 2014                | 10 | 1 | -  | - | - | - | 10  | 1 | 0,10 |
| C. A. Zacatepec · México                                                      | 2.ª                 | 2014-15             | 16 | 0 | 5  | 0 | - | - | 21  | 0 | 0,00 |
| C. A. Zacatepec · México                                                      | 2.ª                 | 2016-17             | 7  | 0 | 4  | 0 | - | - | 11  | 0 | 0,00 |
| C. A. Zacatepec · México                                                      | Total               | Total               | 33 | 1 | 9  | 0 | 0 | 0 | 42  | 1 | 0,02 |
| Total en su carrera                                                           | Total en su carrera | Total en su carrera | 85 | 2 | 22 | 1 | 0 | 0 | 107 | 3 | 0,03 |
| (1) Incluye datos de Copa México. (3) No incluye goles en partidos amistosos. |                     |                     |    |   |    |   |   |   |     |   |      |

## Palmarés
| Competición nacional            | Títulos        | Subcampeonatos |
| ------------------------------- | -------------- | -------------- |
| Copa México (0/1)               |                | Apertura 2012. |
| Liga de Ascenso de México (1/2) | Apertura 2011. |                |
| Campeón de Ascenso (0/1)        |                | 2011-12.       |